# Internationale Psychoanalytische Vereinigung
Die Internationale Psychoanalytische Vereinigung (kurz IPV) ist der größte Weltverband von Psychoanalytikern. Sie wurde – auf Anregung von Sándor Ferenczi – im März 1910 von Sigmund Freud und anderen Psychoanalytikern in Nürnberg gegründet und hat sich zu einer global verbreiteten Institution entwickelt. Die englische Bezeichnung ist International Psychoanalytical Association (kurz IPA).

## Geschichte
Im Jahr 1908 gründete Karl Abraham die Berliner Psychoanalytische Vereinigung (BPV, seit 1926 Deutsche Psychoanalytische Gesellschaft, DPG) und die Wiener Psychoanalytische Vereinigung (WPV) entstand aus den Mittwoch-Gesellschaften, die in Sigmund Freuds Wohnung tagten. Im selben Jahr wurde auf dem „Ersten Kongress für Freudsche Psychologie“ die Gründung einer internationalen Vereinigung beschlossen, die im März 1910 in Nürnberg vollzogen wurde. Erster Sitz der IPV war Zürich und Gründungspräsident war C. G. Jung, dem Sándor Ferenczi, Ernest Jones, Karl Abraham, Max Eitingon und andere folgten. Zweite österreichische Zweig-Gesellschaft der IPV ist der Wiener Arbeitskreis für Psychoanalyse, der 1947 gegründet wurde und heute von August Ruhs geleitet wird. Die 1919 gegründete Schweizerische Gesellschaft für Psychoanalyse (SGPsa) vertritt in der IPV die Schweizerische Eidgenossenschaft. Nach dem Zweiten Weltkrieg war der deutsche Zweig der IPV lange die 1949 gegründete Deutsche Psychoanalytische Vereinigung (DPV), mit der sich Namen wie Alexander Mitscherlich und Horst-Eberhard Richter verbinden. Nunmehr ist auch die 1938 aufgelöste und 1945 neu gegründete Deutsche Psychoanalytische Gesellschaft (DPG) in der IPV vertreten. 1998 erhielt die Vereinigung den Konsultationsstatus beim Wirtschafts- und Sozialrat der Vereinten Nationen (ECOSOC). Ende 2009 war die IPV auf mehr als 12.000 Mitglieder angewachsen.

## Organisation
Die IPV sieht sich als das „weltweit wichtigste Akkreditierungs- und Regulierungsorgan“ der professionellen Psychoanalyse mit dem Auftrag, „die kontinuierliche Vitalität und Entwicklung der Psychoanalyse sicherzustellen“. Zugehörig zur IPV sind 79 Zweiggesellschaften (Component Society), die autonom Kandidaten für die klinische Psychoanalyse auswählen, ausbilden und Supervision anbieten. Dazu kommen 6 vorläufige Gesellschaften und 17 Arbeitsgruppen, die auf dem Weg zur Anerkennung als Zweiggesellschaft sind. Zudem sind acht befreundete Zentren (Allied Centre), sechs Regionalgruppen sowie die American Psychoanalytic Association als einzige Regionalvereinigung mit der IPV assoziiert (Stand: 10. Oktober 2019).

## Präsidentschaft

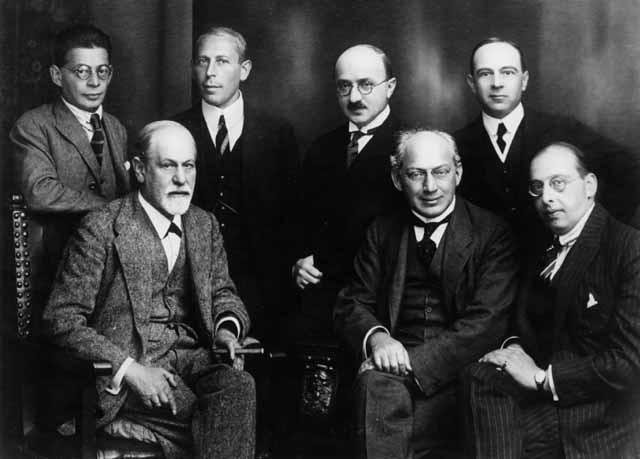
Von links nach rechts, sitzend: Sigmund Freud, Sándor Ferenczi (IPV-Präsident 1918–19), Hanns Sachs; stehend: Otto Rank, Karl Abraham (IPV-Präsident 1914–18 und 1924–25), Max Eitingon (IPV-Präsident 1925–32), Ernest Jones (IPV-Präsident 1920–24 und 1932–49). Aufnahmedatum: 1922.

Aktuell wechselt der Vorsitz jeweils zwischen Europa, Latein- und Nordamerika.
| - 1910–1914 Carl Gustav Jung - 1914–1918 Karl Abraham - 1918–1919 Sándor Ferenczi - 1920–1924 Ernest Jones - 1924–1925 Karl Abraham - 1925–1932 Max Eitingon - 1932–1949 Ernest Jones - 1949–1951 Leo Bartemeier - 1951–1957 Heinz Hartmann - 1957–1961 William H. Gillespie - 1961–1964 Maxwell Gitelson - 1965–1969 Piet J. van der Leeuw - 1969–1973 Leo Rangell |  | - 1973–1977 Serge Lebovici - 1977–1981 Edward D. Joseph - 1981–1985 Adam Limentani - 1985–1989 Robert S. Wallerstein - 1989–1993 Joseph Sandler - 1993–1997 R. Horacio Etchegoyen - 1997–2001 Otto F. Kernberg - 2001–2005 Daniel Widlöcher - 2005–2009 Cláudio Laks Eizirik - 2009–2013 Charles M.T. Hanly - 2013–2017 Stefano Bolognini - 2017–0000 Virginia Ungar |

## Ehrenpräsidenten
- 1949–1958 Ernest Jones
- 19??–1970 Heinz Hartmann
- 1973–1982 Anna Freud

## Kongresse
Die ersten 23 Kongresse hatten keinen spezifischen Titel. Seit 1949 findet der Kongress alle zwei Jahre statt und trägt ein Motto. Der jeweilige Kongresspräsident ist im Regelfall deckungsgleich mit dem Präsidenten der IPV.
| Nummer | Jahr | Ort                      | Präsident             | Thema                                                                                |
| ------ | ---- | ------------------------ | --------------------- | ------------------------------------------------------------------------------------ |
| 1      | 1908 | Salzburg                 |                       |                                                                                      |
| 2      | 1910 | Nürnberg                 | Carl Gustav Jung      |                                                                                      |
| 3      | 1911 | Weimar                   | Carl Gustav Jung      |                                                                                      |
| 4      | 1913 | München                  | Carl Gustav Jung      |                                                                                      |
| 5      | 1918 | Budapest                 | Karl Abraham          |                                                                                      |
| 6      | 1920 | Den Haag                 | Sándor Ferenczi       |                                                                                      |
| 7      | 1922 | Berlin                   | Ernest Jones          |                                                                                      |
| 8      | 1924 | Salzburg                 | Ernest Jones          |                                                                                      |
| 9      | 1925 | Bad Homburg vor der Höhe | Abraham/Eitingon      |                                                                                      |
| 10     | 1927 | Innsbruck                | Max Eitingon          |                                                                                      |
| 11     | 1929 | Oxford                   | Max Eitingon          |                                                                                      |
| 12     | 1932 | Wiesbaden                | Max Eitingon          |                                                                                      |
| 13     | 1934 | Luzern                   | Ernest Jones          |                                                                                      |
| 14     | 1936 | Marienbad                | Ernest Jones          |                                                                                      |
| 15     | 1938 | Paris                    | Ernest Jones          |                                                                                      |
| 16     | 1949 | Zürich                   | Ernest Jones          |                                                                                      |
| 17     | 1951 | Amsterdam                | Leo Bartemeier        |                                                                                      |
| 18     | 1953 | London                   | Heinz Hartmann        |                                                                                      |
| 19     | 1955 | Genf                     | Heinz Hartmann        |                                                                                      |
| 20     | 1957 | Paris                    | Heinz Hartmann        |                                                                                      |
| 21     | 1959 | Kopenhagen               | William H. Gillespie  |                                                                                      |
| 22     | 1961 | Edinburgh                | William H. Gillespie  |                                                                                      |
| 23     | 1963 | Stockholm                | Maxwell Gitelson      |                                                                                      |
| 24     | 1965 | Amsterdam                | Gillespie/Greenacre   | Psychoanalytic Treatment of the Obsessional Neurosis                                 |
| 25     | 1967 | Kopenhagen               | P.J. van der Leeuw    | On Acting Out and its Role in the Psychoanalytic Process                             |
| 26     | 1969 | Rom                      | P.J. van der Leeuw    | New Developments in Psychoanalysis                                                   |
| 27     | 1971 | Wien                     | Leo Rangell           | The Psychoanalytical Concept of Aggression                                           |
| 28     | 1973 | Paris                    | Leo Rangell           | Transference and Hysteria Today                                                      |
| 29     | 1975 | London                   | Serge Lebovici        | Changes in Psychoanalytic Practice and Experience                                    |
| 30     | 1977 | Jerusalem                | Serge Lebovici        | Affects and the Psychoanalytic Situation                                             |
| 31     | 1979 | New York City            | Edward D. Joseph      | Clinical Issues in Psychoanalysis                                                    |
| 32     | 1981 | Helsinki                 | Edward D. Joseph      | Early Psychic Development as Reflected in the Psychoanalytic Process                 |
| 33     | 1983 | Madrid                   | Adam Limentani        | The Psychoanalyst at Work                                                            |
| 34     | 1985 | Hamburg                  | Adam Limentani        | Identification and its Vicissitudes                                                  |
| 35     | 1987 | Montreal                 | Robert S. Wallerstein | Analysis Terminable and Interminable – 50 Years Later                                |
| 36     | 1989 | Rom                      | Robert S. Wallerstein | Common Ground in Psychoanalysis                                                      |
| 37     | 1991 | Buenos Aires             | Joseph Sandler        | Psychic Change                                                                       |
| 38     | 1993 | Amsterdam                | Joseph Sandler        | The Psychoanalyst’s Mind – From Listening to Interpretation                          |
| 39     | 1995 | San Francisco            | R. Horacio Etchegoyen | Psychic Reality – Its Impact on the Analyst and Patient Today                        |
| 40     | 1997 | Barcelona                | R. Horacio Etchegoyen | Psychoanalysis and Sexuality                                                         |
| 41     | 1999 | Santiago de Chile        | Otto F. Kernberg      | Affect in Theory and Practice                                                        |
| 42     | 2001 | Nizza                    | Otto F. Kernberg      | Psychoanalysis – Method and Application                                              |
| 43     | 2004 | New Orleans              | Daniel Widlöcher      | Working at the Frontiers                                                             |
| 44     | 2005 | Rio de Janeiro           | Daniel Widlöcher      | New Developments in Psychoanalysis                                                   |
| 45     | 2007 | Berlin                   | Cláudio Laks Eizirik  | Remembering, Repeating and Working Through                                           |
| 46     | 2009 | Chicago                  | Cláudio Laks Eizirik  | Psychoanalytic Practice - Convergences and Divergences                               |
| 47     | 2011 | Mexiko-Stadt             | Charles Hanly         | Exploring Core Concepts: Sexuality, Dreams and the Unconscious                       |
| 48     | 2013 | Prag                     | Charles Hanly         | Facing the Pain: Clinical Experience and the Development of Psychoanalytic Knowledge |
| 49     | 2015 | Boston                   | Stefano Bolognini     | Changing World: The Shape and Use of Psychoanalytic Tools today                      |
| 50     | 2017 | Buenos Aires             | Stefano Bolognini     | Intimacy                                                                             |
| 51     | 2019 | London                   | Virginia Ungar        | The Feminine                                                                         |

## Medien
Im Mai 2020 legte die IPV unter dem Titel Talks On Psychoanalysis eine eigene Seite auf der Plattform Podbean an und stellte dort im Verlauf eines Jahres 49 Podcasts ein. Im August 2023 lagen 82 Podcasts vor. Die IPV tritt als Produzent auf, betreut wird das Projekt von einem international besetzten Team von Mitgliedern unter Vorsitz eines Team-Koordinators. Mit dieser Website wird die Absicht verfolgt, Vorträge, die auf wissenschaftlichen Konferenzen gehalten und in Fachzeitschriften veröffentlicht wurden, im Originalton ihrer jeweiligen Autoren einer breiteren Öffentlichkeit nahe zu bringen. Alle Vorträge liegen auf englisch vor, daneben sind sechs weitere Sprachen vertreten – deutsch, französisch, italienisch, japanisch, portugiesisch und spanisch. Die Themen sind vielfältig:
- Sabin Aduriz: Narcissism Today
- Fred Busch: Self-Criticism as a Lifeline
- Fakhry Davids, Virginia De Micco: Racism and Violence in Pandemic Times
- Mira Erlich-Ginor: Social Closeness at a Time of Social Distancing
- Gohar Homayounpour: Tell Me A Story: Shahrzad “in analysis” in contemporary Persia
- Ilany Kogan: Narcissistic Fantasies in Film and Fiction – Masters of the Universe
- Julia Kristeva: Not Only is There no such Thing as Perversion, moreover we are all Perverse by the Mother-version
- Andrea Marzi: Some Basic Points on Psychoanalysis and the Internet
- Kunihiro Matsuki: A clinical appreciation of gleichschwebende Aufmerksamkeit in relation to the methods of psychoanalysis
- Kenichiro Okano: A Japanese psychoanalyst concerned with shame and dissociation
- Michael Parsons: Psychoanalysis and Art
- Rosine Jozef Perelberg: Murdered Father, Dead Father: Revisiting the Oedipus Complex
- Merav Roth: Transference In The Days Of Corona
- Jacqueline Schaeffer: The riddle of the repudiation of femininity: the scandal of the feminine dimension

In deutscher Sprache liegen vor:
- Georg Northoff: Zeitliche Kontinuität und das Selbst
- Werner Bohleber: Trauma. Katastrophische Realität und die überwältigte Psyche
- Angelika Staehle: Treffen der Gesellschaften zum Austausch über die Ausbildung
- Udo Hock: Die Entstellung. Ein Grundbegriff der Freudschen Psychoanalyse
- Cordelia Schmidt-Hellerau: Über den Triebdrang zur Selbst- und Objekterhaltung